# میرخان
میرخان یک روستا در ایران است که در بخش مرکزی شهرستان سربیشه واقع شده‌است. میرخان ۴۹ نفر جمعیت دارد.